# Dan Ekner
Daniel Heimer Ekner dit Dan Ekner (né le 5 février 1927 à Göteborg et mort le 17 avril 1975 dans la même ville) est un footballeur suédois des années 1940 et 1950. Il évoluait au poste d'attaquant.

## Biographie
Il commence sa carrière à Örgryte IS en 1945, puis joue une saison à l'IS Halmia, avant d'évoluer pendant deux saisons à l'IFK Göteborg. 
Il se dirige ensuite en Angleterre pour une saison, avec le Portsmouth FC, remportant son seul titre, le championnat d'Angleterre en 1950. Il joue ensuite en France avec l'Olympique de Marseille, disputant 27 matchs pour 8 buts, sans rien remporter. 
Il joue par la suite trois saisons en Italie (AC Fiorentina et SPAL Ferrara), sans rien remporter. Il s'expatrie ensuite aux USA, avec les Chicago Vikings, puis revient en Europe et plus précisément en Espagne à l'Atlético de Madrid, où il est finaliste de la Coupe d'Espagne en 1956. 
Il connaît ensuite le championnat allemand avec Rot-Weiss Essen, puis le championnat néerlandais avec le PSV Eindhoven, et revient dans son pays en 1960, pour jouer avec l'Örgryte IS. Il termine sa carrière au Västra Frölunda IF, en 1963.

## Clubs
- 1945-1946 :  Örgryte IS
- 1946-1947 :  IS Halmia
- 1947-1949 :  IFK Göteborg
- 1949-1950 :  Portsmouth FC
- 1950-1951 :  Olympique de Marseille
- 1951-1953 :  AC Fiorentina
- 1953-1954 :  SPAL Ferrara
- 1954-1955 :  Chicago Vikings
- 1955-1956 :  Atlético Madrid
- 1956-1958 :  Rot-Weiss Essen
- 1958-1960 :  PSV Eindhoven
- 1960-1962 :  Örgryte IS
- 1962-1963 :  Västra Frölunda IF

## Palmarès
- Championnat d'Angleterre

- - Champion en 1950

- Coupe d'Espagne
  - Finaliste en 1956